# Microchilus (Orchidaceae)
Microchilus là một chi thực vật có hoa trong họ Lan.

## Các loài
1. Microchilus aguindae Ormerod, Harvard Pap. Bot. 13: 63 (2008)
2. Microchilus alzatei Ormerod, Harvard Pap. Bot. 13: 65 (2008)
3. Microchilus anchoriferus (Schltr.) Ormerod, Lindleyana 17: 214 (2002)
4. Microchilus anderssonii Ormerod, Harvard Pap. Bot. 13: 65 (2008)
5. Microchilus andrei Ormerod, Harvard Pap. Bot. 14: 117 (2009)
6. Microchilus arietinus (Rchb.f. & Warm.) Ormerod, Lindleyana 17: 214 (2002)
7. Microchilus aspidogynoides Ormerod, Harvard Pap. Bot. 14: 118 (2009)
8. Microchilus astilleroensis Ormerod, Harvard Pap. Bot. 14: 118 (2009)
9. Microchilus atalayae Ormerod, Harvard Pap. Bot. 13: 66 (2008)
10. Microchilus austrobrasiliensis (Porsch) Ormerod, Lindleyana 17: 216 (2002)
11. Microchilus bangii Ormerod, Harvard Pap. Bot. 13: 66 (2008)
12. Microchilus bimentatus (Dressler) Ormerod, Oasis Suppl. 3: 12 (2004)
13. Microchilus borjaquijosae Ormerod, Harvard Pap. Bot. 11: 155 (2007)
14. Microchilus brachyplectron (Pabst) Ormerod, Lindleyana 17: 216 (2002)
15. Microchilus bravocollinus Ormerod, Harvard Pap. Bot. 13: 67 (2008)
16. Microchilus brunnescens Ormerod, Harvard Pap. Bot. 9: 399 (2005)
17. Microchilus buchtienii (Schltr.) Ormerod, Lindleyana 17: 216 (2002)
18. Microchilus callophylloides (Garay) Ormerod, Lindleyana 17: 216 (2002)
19. Microchilus calophyllus (Rchb.f.) Ormerod, Lindleyana 17: 216 (2002)
20. Microchilus campanensis Ormerod, Harvard Pap. Bot. 14: 120 (2009)
21. Microchilus campanulatus Ormerod, Harvard Pap. Bot. 9: 400 (2005)
22. Microchilus canaliculatus Ormerod, Harvard Pap. Bot. 14: 120 (2009)
23. Microchilus capitatus Ormerod, Harvard Pap. Bot. 9: 400 (2005)
24. Microchilus caramantae Ormerod, Harvard Pap. Bot. 11: 155 (2007)
25. Microchilus carbonerae Ormerod, Harvard Pap. Bot. 13: 69 (2008)
26. Microchilus carchiensis Ormerod, Harvard Pap. Bot. 11: 155 (2007)
27. Microchilus carinatus Ormerod, Harvard Pap. Bot. 11(2): 157 (2007)
28. Microchilus caucanus (Schltr.) Ormerod, Lindleyana 17: 216 (2002)
29. Microchilus ceratostele Ormerod, Harvard Pap. Bot. 13: 69 (2008)
30. Microchilus chicalensis Ormerod, Harvard Pap. Bot. 13: 71 (2008)
31. Microchilus chingualensis Ormerod, Harvard Pap. Bot. 13: 71 (2008)
32. Microchilus constrictus Ormerod, Harvard Pap. Bot. 9: 402 (2005)
33. Microchilus crassibasis Ormerod, Harvard Pap. Bot. 11(2): 157 (2007)
34. Microchilus cundinamarcae Ormerod, Harvard Pap. Bot. 11(2): 160 (2007)
35. Microchilus curviflorus Ormerod, Harvard Pap. Bot. 9: 402 (2005)
36. Microchilus dolichostachys (Schltr.) Ormerod, Lindleyana 17: 216 (2002)
37. Microchilus dryanderae Ormerod, Taiwania 54: 48 (2009)
38. Microchilus ecuadorensis (Garay) Ormerod, Lindleyana 17: 216 (2002)
39. Microchilus ensicalcar Ormerod, Harvard Pap. Bot. 9: 403 (2005)
40. Microchilus epiphyticus (Dressler) Ormerod, Lindleyana 17: 216 (2002)
41. Microchilus erythrodoides (Schltr.) Ormerod, Lindleyana 17: 216 (2002)
42. Microchilus familiaris Ormerod, Harvard Pap. Bot. 14: 121 (2009)
43. Microchilus federalensis (Ormerod) Meneguzzo, Neodiversity 5: 23 (2010)
44. Microchilus fendleri Ormerod, Harvard Pap. Bot. 9: 405 (2005)
45. Microchilus forceps (Ormerod) Ormerod, Harvard Pap. Bot. 11(2): 160 (2007)
46. Microchilus fosbergii Ormerod, Harvard Pap. Bot. 9: 405 (2005)
47. Microchilus fosteri Ormerod, Harvard Pap. Bot. 13: 74 (2008)
48. Microchilus frontinoensis Ormerod, Harvard Pap. Bot. 13: 74 (2008)
49. Microchilus fuscatus Ormerod, Harvard Pap. Bot. 11(2): 161 (2007)
50. Microchilus gentryi Ormerod, Harvard Pap. Bot. 13: 75 (2008)
51. Microchilus giraldo-gensinii Ormerod, Harvard Pap. Bot. 13: 75 (2008)
52. Microchilus glacensis (Dod) Ormerod, Lindleyana 17: 216 (2002)
53. Microchilus globosus Ormerod, Harvard Pap. Bot. 9: 406 (2005)
54. Microchilus guianensis Ormerod, Harvard Pap. Bot. 13: 77 (2008)
55. Microchilus haughtii Ormerod, Harvard Pap. Bot. 9: 408 (2005)
56. Microchilus hirtellus (Sw.) D.Dietr., Syn. Pl. 5: 166 (1852)
57. Microchilus huangobioensis Ormerod, Harvard Pap. Bot. 14: 123 (2009)
58. Microchilus hughjonesii Ormerod, Harvard Pap. Bot. 9: 408 (2005)
59. Microchilus ibaguensis Ormerod, Harvard Pap. Bot. 14: 123 (2009)
60. Microchilus integrus Ormerod, Harvard Pap. Bot. 9: 409 (2005)
61. Microchilus kuduyariensis Ormerod, Harvard Pap. Bot. 9: 409 (2005)
62. Microchilus laegaardii Ormerod, Harvard Pap. Bot. 11(2): 161 (2007)
63. Microchilus lamprophyllus (Linden & Rchb.f.) Ormerod, Lindleyana 17: 217 (2002)
64. Microchilus laticalcar (Dod) Ormerod, Lindleyana 17: 217 (2002)
65. Microchilus lechleri Ormerod, Harvard Pap. Bot. 9: 409 (2005)
66. Microchilus libanoensis Ormerod, Harvard Pap. Bot. 13: 77 (2008)
67. Microchilus longiflorus Ormerod, Harvard Pap. Bot. 13: 78 (2008)
68. Microchilus luniferus (Schltr.) Ormerod, Lindleyana 17: 217 (2002)
69. Microchilus maasii Ormerod, Harvard Pap. Bot. 11(2): 161 (2007)
70. Microchilus machalillae Ormerod, Harvard Pap. Bot. 13: 78 (2008)
71. Microchilus madrinanii Ormerod, Harvard Pap. Bot. 9: 411 (2005)
72. Microchilus major C.Presl, Reliq. Haenk. 1: 94 (1827)
73. Microchilus marulandae Ormerod, Harvard Pap. Bot. 13: 80 (2008)
74. Microchilus meridanus Ormerod, Harvard Pap. Bot. 14: 124 (2009)
75. Microchilus mexicanus (Ames) Ormerod, Lindleyana 17: 219 (2002)
76. Microchilus micayvallis Ormerod, Harvard Pap. Bot. 9: 411 (2005)
77. Microchilus microcalcar Ormerod, Harvard Pap. Bot. 13: 80 (2008)
78. Microchilus microcaprinus Ormerod, Harvard Pap. Bot. 9: 412 (2005)
79. Microchilus minor C.Presl, Reliq. Haenk. 1: 94 (1827)
80. Microchilus moritzii Ormerod, Harvard Pap. Bot. 9: 412 (2005)
81. Microchilus nigrescens (Schltr.) Ormerod, Lindleyana 17: 218 (2002)
82. Microchilus nugax Ormerod, Harvard Pap. Bot. 11(2): 164 (2007)
83. Microchilus oroensis (Dodson) Ormerod, Harvard Pap. Bot. 11(2): 164 (2007)
84. Microchilus ortgiesii (Rchb.f.) Ormerod, Lindleyana 17: 219 (2002)
85. Microchilus ovalis Ormerod, Harvard Pap. Bot. 11(2): 164 (2007)
86. Microchilus ovatus (Lindl.) D.Dietr., Syn. Pl. 5: 166 (1852)
87. Microchilus pacaizapae Ormerod, Harvard Pap. Bot. 11(2): 166 (2007)
88. Microchilus paleaceus (Schltr.) Ormerod, Lindleyana 17: 219 (2002)
89. Microchilus palmazuensis Ormerod, Harvard Pap. Bot. 13: 81 (2008)
90. Microchilus panamanicus Ormerod, Harvard Pap. Bot. 9: 414 (2005)
91. Microchilus paraisoensis Ormerod, Harvard Pap. Bot. 11(2): 166 (2007)
92. Microchilus parvilabrum Ormerod, Harvard Pap. Bot. 11(2): 167 (2007)
93. Microchilus pauciflorus (Poepp. & Endl.) D.Dietr., Syn. Pl. 5: 166 (1852)
94. Microchilus pedrojuanensis Ormerod, Harvard Pap. Bot. 9: 414 (2005)
95. Microchilus perijanus Ormerod, Taiwania 54: 48 (2009)
96. Microchilus pimentelii Ormerod, Harvard Pap. Bot. 11(2): 168 (2007)
97. Microchilus plantagineus (L.) D.Dietr., Syn. Pl. 5: 166 (1852)
98. Microchilus platanilloensis Ormerod, Oasis Suppl. 3: 13 (2004)
99. Microchilus platysepalus Ormerod, Harvard Pap. Bot. 9: 416 (2005)
100. Microchilus plowmanii Ormerod, Harvard Pap. Bot. 9: 417 (2005)
101. Microchilus preslii Ormerod, Lindleyana 17: 221 (2002)
102. Microchilus procerus (Schltr.) Ormerod, Novosti Sist. Vyssh. Rast. 3: 12 (2004)
103. Microchilus pseudobrunnescens Ormerod, Harvard Pap. Bot. 9: 417 (2005)
104. Microchilus pseudocaucanus Ormerod, Harvard Pap. Bot. 14: 125 (2009)
105. Microchilus pseudominor Ormerod, Harvard Pap. Bot. 9: 419 (2005)
106. Microchilus putumayoensis Ormerod, Harvard Pap. Bot. 9: 419 (2005)
107. Microchilus puyoensis Ormerod, Harvard Pap. Bot. 11(2): 168 (2007)
108. Microchilus quadratus (Garay) Ormerod, Lindleyana 17: 221 (2002)
109. Microchilus queremalensis Ormerod, Harvard Pap. Bot. 13: 81 (2008)
110. Microchilus rioesmeraldae Ormerod, Harvard Pap. Bot. 9: 420 (2005)
111. Microchilus rioitayanus Ormerod, Harvard Pap. Bot. 9: 420 (2005)
112. Microchilus riopalenquensis Ormerod, Oasis Suppl. 1: 13 (2004)
113. Microchilus ruizteranii Ormerod, Harvard Pap. Bot. 13: 83 (2008)
114. Microchilus sanpabloensis Ormerod, Harvard Pap. Bot. 14: 126 (2009)
115. Microchilus schultesianus (Garay) Ormerod, Lindleyana 17: 221 (2002)
116. Microchilus scrotiformis (C.Schweinf.) Ormerod, Lindleyana 17: 221 (2002)
117. Microchilus sparreorum (Garay) Ormerod, Lindleyana 17: 221 (2002)
118. Microchilus sprucei (Garay) Ormerod, Lindleyana 17: 223 (2002)
119. Microchilus subquadratus Ormerod, Harvard Pap. Bot. 11(2): 172 (2007)
120. Microchilus tequendamae Ormerod, Harvard Pap. Bot. 11(2): 172 (2007)
121. Microchilus tessellatus Ormerod, Harvard Pap. Bot. 11(2): 172 (2007)
122. Microchilus trianae Ormerod, Harvard Pap. Bot. 14: 126 (2009)
123. Microchilus tridax (Rchb.f.) Ormerod, Lindleyana 17: 223 (2002)
124. Microchilus trifasciatus Ormerod, Lindleyana 17: 223 (2002)
125. Microchilus valdivianus Ormerod, Harvard Pap. Bot. 13: 83 (2008)
126. Microchilus valverdei Ormerod, Harvard Pap. Bot. 9: 422 (2005)
127. Microchilus venezuelanus (Garay & Dunst.) Ormerod, Lindleyana 17: 223 (2002)
128. Microchilus ventosus Ormerod, Harvard Pap. Bot. 13: 84 (2008)
129. Microchilus vesicifer (Rchb.f.) Ormerod, Lindleyana 17: 223 (2002)
130. Microchilus vilnerae Ormerod, Harvard Pap. Bot. 13: 84 (2008)
131. Microchilus viridissimus Ormerod, Harvard Pap. Bot. 13: 86 (2008)
132. Microchilus weberianus (Garay) Ormerod, Lindleyana 17: 223 (2002)
133. Microchilus whitefoordiae Ormerod, Harvard Pap. Bot. 11(2): 173 (2007)
134. Microchilus xeranthum Ormerod, Harvard Pap. Bot. 11(2): 174 (2007)
135. Microchilus xystophyllus (Rchb.f.) Ormerod, Lindleyana 17: 223 (2002)
136. Microchilus zeuxinoides (Schltr.) Ormerod, Lindleyana 17: 223 (2002)
137. Microchilus zingarae Ormerod, Harvard Pap. Bot. 13: 86 (2008)

## Hình ảnh

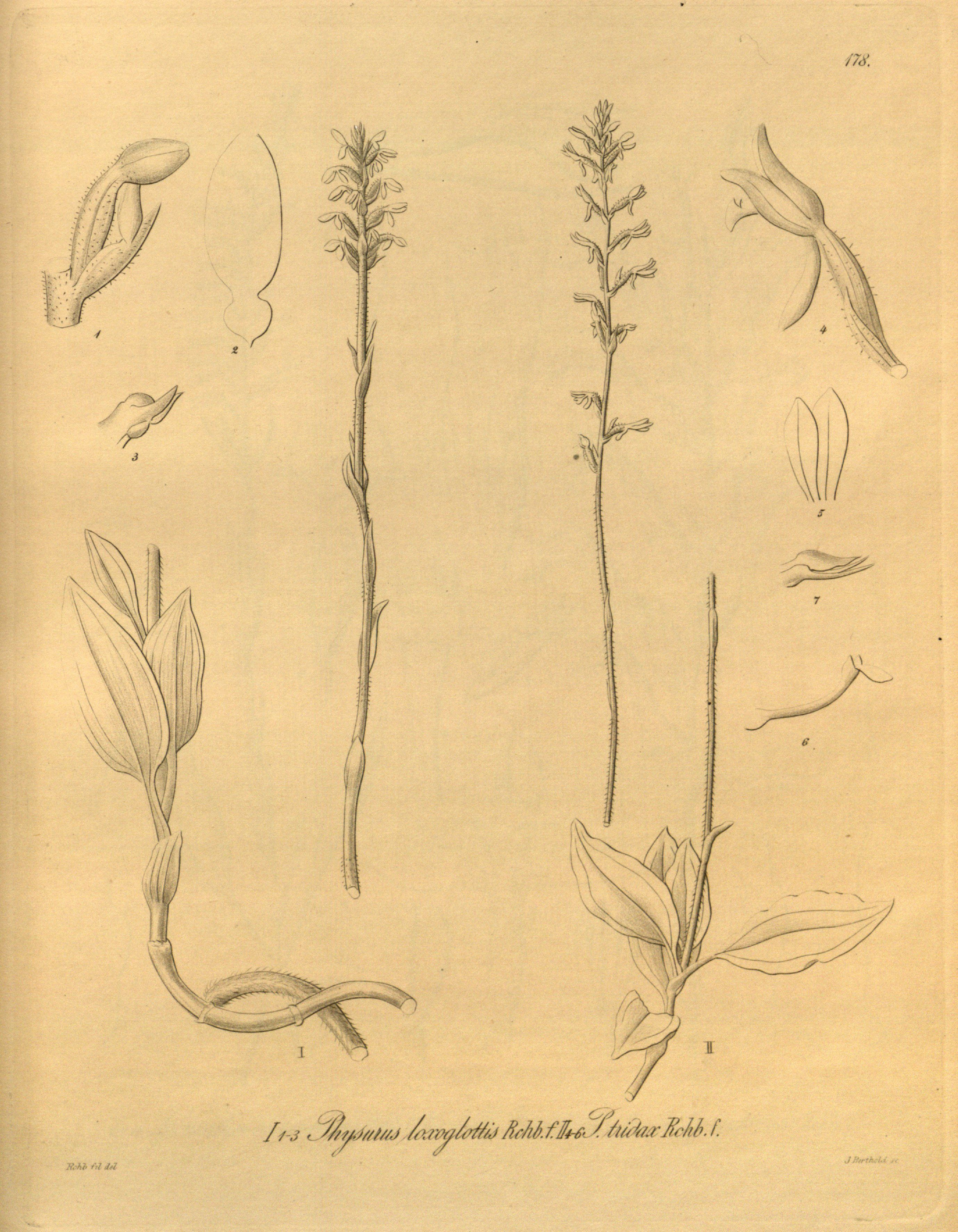